# 업무상과실선박파괴죄
업무상과실선박파괴죄(業務上過失船舶破壞罪)란 선박의 운항 등과 관련해 업무상 주의의무를 다하지 않아 과실로 선박을 파괴한 경우 성립하는 대한민국의 범죄이다.

## 판례
- 도선사가 강제도선 구역 내에서 조기 하선함에 따라 적기에 충돌회피동작을 취하지 못하여 선박충돌사고가 일어난 경우 도선사에게 업무상과실선박파괴죄가 성립한다.[2]

## 같이 보기
- 삼성1호-허베이 스피릿 호 원유 유출 사고
- 대한민국 형법 제187조 (선박파괴죄)
- 대한민국 형법 제189조 (과실, 업무상과실)